# Włodzice Małe
Włodzice Małe – wieś w Polsce położona w województwie dolnośląskim, w powiecie lwóweckim, w gminie Lwówek Śląski.

## Podział administracyjny
W latach 1975–1998 miejscowość administracyjnie należała do województwa jeleniogórskiego.

## Opis wsi
We wsi znajdowała się szkoła, kopalnia gliny, papiernia i do dziś istnieje elektrownia wodna (czynna) odrestaurowana w latach 2005–2006.

## Wydobycie węgla
W kolonii Andrzejówka (niem. Andreasthal) miały miejsce próby wydobycia węgla kamiennego w kopalni "Tremonia". Wydrążono szyb o głębokości 56 m. Z powodu niemożności opanowania napływu wody w roku 1881 prace przerwano. Próby wznowiono w 1923 r. w nowym miejscu znajdując na głębokości 14 m pokład o grubości 0,42 m. Następnie pogłębiono stary szyb "Tremonia" odnajdując cztery pokłady węgla, najbogatszy na głębokości 61 m. Wydobywany węgiel zawierał 4% popiołu i 60% części lotnych. Ze względu na brak środków finansowych próby wydobycia zostały przerwane.

## Elektrownia wodna
Stopień wodny Włodzice został wybudowany w 1934 r. jako typowy stopień energetyczny w ramach programu kaskadowej zabudowany środkowego biegu rzeki Bóbr. Stopień wodny utworzony jest przez przegrodzenie doliny rzeki Bóbr jazem piętrzącym o wysokości piętrzenia 4,2 m.
Jaz piętrzący wykonany jest z betonu, jedynie prawy przyczółek jazu wymurowany został z cegieł; posiada długość 56,74 m. Elektrownia została uruchomiona w 1935 r.:
- piętrzenie wody rzeki Bóbr w km 158+980 do rzędnej 193,43 m n.p.m.
- pobór wody Q = 20 m³/s
- 2 turbiny typu Kaplana o przełyku instalowanym Q = 10 m³/s i łącznej mocy instalowanej 1008 kW (504 kW + 504 kW); moc osiągalna 700 kW (350 kW + 350 kW)
- spad instalowany H = 6,3 m
- średnia produkcja energii elektrycznej z okresu 1979–1998: 3,06 GWh/r